# خورش دال عدس
خورش دالْ عدس (عدس سرخ) یک نوع از انواع مختلف خوراک سنتی است که شهرت خاصی میان شهروندان جنوب کشور دارد. در پخت این خورش از عدس سرخ، گاهی تمر هندی (کسانی که به ترشیجات علاقه دارند)، سیر، پیاز، روغن و ادویه‌جات استفاده می‌شود و با نان یا پلو مصرف می‌شود.